# Kirsten Cooke
Kirsten Cooke (ur. 4 października 1952 w Cuckfield) – brytyjska aktorka, występowała w roli Michelle Dubois w sitcomie ’Allo ’Allo!.

## Życiorys
Ukończyła szkołę aktorską Webber Douglas Academy of Dramatic Art. W telewizji zadebiutowała w 1976, gościnną rolą w sitcomie Happy Ever After. W 1982 otrzymała swoją najbardziej znaną rolę, którą była Michelle, przywódczyni lokalnej komórki ruchu oporu w serialu ’Allo ’Allo!. Cooke była jedyną członkinią głównej obsady, która występowała zarówno z akcentem parodiującym francuski (którego jej postać używała w rozmowach z francuskimi bohaterami), jak i z własnym, brytyjskim akcentem (na który Michelle przechodziła mówiąc do angielskich lotników). Po zakończeniu w 1992 roku produkcji ’Allo ’Allo! występowała w głównej obsadzie jeszcze dwóch seriali: sitcomu Down to Earth oraz dziecięcego ChuckleVision.